# San Daniele Po
San Daniele Po (lombardul: San Daniel) település Olaszországban, Lombardia régióban, Cremona megyében. Lakosainak száma 1253 fő (2023. január 1.). San Daniele Po Cella Dati, Motta Baluffi, Pieve d’Olmi, Roccabianca, Sospiro és Polesine Zibello községekkel határos.

## Népesség
A település lakossága az elmúlt években az alábbi módon változott:
| Lakosok száma | 1402 | 1374 | 1365 | 1253 |
|               | 2013 | 2017 | 2018 | 2023 |